# Clementia
Clementia (łac. „łagodność, pobłażanie”) – rzymskie uosobienie (personifikacja) łagodności i łaskawości.
Na rewersach monet rzymskich przedstawiana z gałązką oliwną (lub ofiarną paterą) i berłem (niekiedy oparta o kolumnę). Zazwyczaj symbolizowała wyrozumiałość i tolerancję władcy wobec przeciwników politycznych.